# Jingshanparken
Jingshanparken (景山公园; Jǐngshān Gōngyuán) är en park med ett artificiellt berg precis norr om Förbjudna staden i Peking i Kina.
Parken upptar 230 000 m2 och domineras av det 46 meter höga berget i södra delen av parken. Berget byggdes av schaktmassorna från utgrävningarna av sjöar och vallgravar när Yuandynastins gjorde Peking till sin huvudstad på 1260-talet. Kullen förstorades senare under Mingdynastin på 1420-talet. Berget har fem toppar, och under tiden för kejsar Qianlong (r. 1735–1796) uppfördes en paviljong på varje topp. Från den centrala och högsta toppen är det bra utsikt över Peking och den Förbjudna staden.
Jingshanparken har tillsammans med andra omgivande parker såsom Beihaiparken och Zhongnanhai historiskt tillhört Förbjudna staden och bara varit tillgängligt för de kejserliga hovet. 1928 öppnades parken för allmänheten och är idag ett populärt turistmål.
1644 begick Mingdynastins sista kejsare Chongzhen självmord i Jingshanparken genom att hänga sig på östra delen av berget efter att rebelledaren Li Zicheng erövrat Peking och varit på väg att inta Förbjuda staden. I dag är platsen för självmordet utmärkt med en minnesstele.